# Be My Slave 2
Be My Slave 2 (englisch für ‚Sei mein Sklave 2‘) ist ein japanisches Erotikdrama aus dem Jahr 2018 nach einer Romanvorlage von Satamishu.
Der Film handelt von einer außerehelichen SM-Beziehung, in der ein Mann (Katsuya Maiguma) eine fremde Ehefrau (Yukihira Aika) zu einer Sex-Sklavin erzieht. Er nimmt keinen inhaltlichen Bezug auf den Vorgängerfilm Be My Slave. Die Fortsetzung Be My Slave 3 knüpft hingegen direkt an die Ereignisse des zweiten Teils an.
Die deutsche Fassung wurde von der Busch Media Group veröffentlicht.

## Handlung
Der Werbeagent Meguro plant die Hochzeit mit seiner Verlobten Nozomi, was ihn nicht daran hindert Affären mit anderen Frauen zu beginnen. In einer Bar lernt er die verheiratete Akino kennen, die sich schließlich auf einen One-Night-Stand mit ihm einlässt. Eines Tages wird er von Seo Kazuki, dem Ehemann von Akino, mit der Affäre konfrontiert, der seine Frau hat beschatten lassen. Seo droht ihm die gesellschaftliche Schande an, hat jedoch andere Pläne. Meguro soll die Affäre fortsetzen und detaillierte Berichte über den Sex mit Akino verfassen, wobei er diesen immer weiter steigern soll. Meguro ist verwirrt und entsetzt, stimmt aber zu.
Neben der Intensität des Sex bringt Meguro Akino zunehmend in kompromittierende Situationen. So lässt er sie etwa ohne Rock in der Öffentlichkeit laufen, später muss sie in einer Bar ihren Slip ausziehen. Für Akino sind die Situationen zwar eine Herausforderung, doch gehorcht sie Meguros Anweisungen, die sie auch selbst erregen. Schließlich sendet Seo an Meguro ein Sklaven-Halsband und weist ihn an, dass er seine Frau künftig als Sklavin und sie ihn als Meister ansprechen soll. Meguro führt Akino bald darauf an einer am Halsband befestigten Leine öffentlich durch die Straßen.
Akino blüht in ihrer Rolle als devote Sklavin immer mehr auf, schließlich bricht sie sogar das Tabu, mit Meguro Sex in ihrem eigenen Haus zu haben. Mit ihrem Mann hat sie danach das erste Mal ungeschützten Sex. Als Meguro davon erfährt, hat auch er mit ihr ungeschützten Sex. Für Meguro wird die Beziehung immer mehr zur Belastung. Seine Verlobte Nozomi trennt sich von ihm, da sie sich von ihm vernachlässigt fühlt.
Wenig später erklärt Seo, dass er die Geschäftsbeziehung zu Meguro beendet und dieser Nozomi in dem Hotelzimmer vorfinden wird, wo Meguro mit Akino zum ersten Mal Sex hatte. Meguro findet Akino dort nackt auf dem Bett vor, wenngleich sie erklärt, dass zwischen ihr und Seo nichts passiert ist. Die beiden hatten sich an Nozomis Arbeitsplatz kennengelernt. Meguro begreift, dass Akino möglicherweise die ganze Sache arrangiert hat, dass nicht er sie, sondern vielmehr sie ihn und womöglich auch ihren Mann manipuliert hat. Akino beendet die Beziehung zu Meguro und eröffnet ihm, dass sie schwanger ist.
Zwei Jahre später. Meguro und Nozomi haben geheiratet. Nozomi ist schwanger und erwartet eine Tochter. Eines Tages trifft Meguro an einem Bahnsteig zufällig auf Akino mit ihrem Kind, von dem er nicht weiß, ob es seins ist.